# Vezzi Portio
Vezzi Portio ( Vessi - Portio in ligure) è un comune italiano sparso di 775 abitanti della provincia di Savona in Liguria. La sede comunale è situata nella frazione di Magnone.

## Geografia fisica
Il comune è situato nell'entroterra fra Spotorno e Finale Ligure, occupante una conca dell'alta valle del torrente Sciusa e le propaggini del suo versante orografico sinistro, culminante nel Bric Berba (560 metri) e nel più meridionale Bric dei Monti a 406 metri sul livello del mare. Il comune si spinge fino alla quota di 954 m del monte Alto.

## Storia

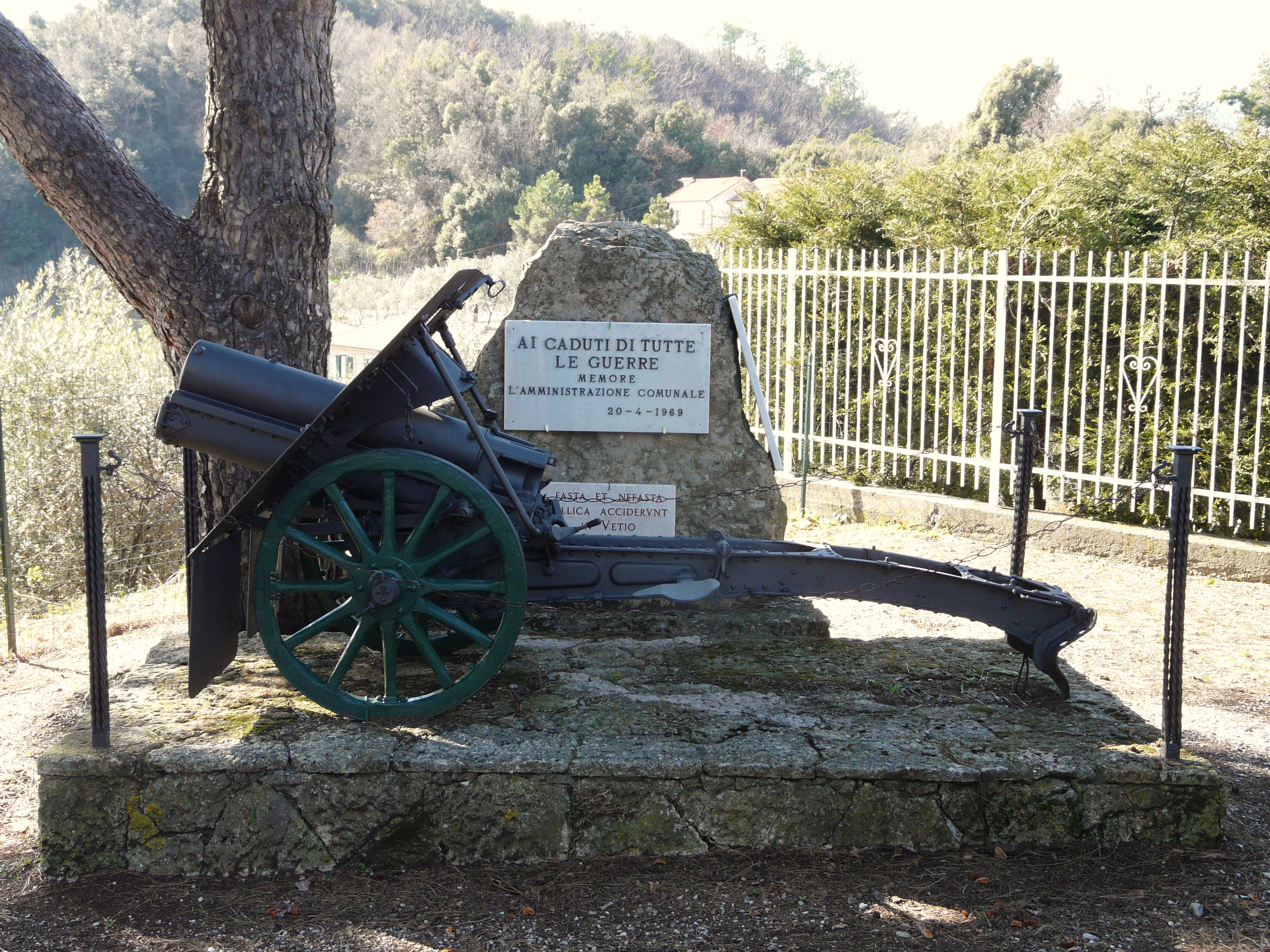
Il monumento ai caduti

L'attuale territorio comunale era anticamente diviso nei due principali borghi distinti di Vezzi e di Portio, che ebbero un diverso contesto e sviluppo storico.
Vezzi fece parte della castellania di Quiliano sotto la dominazione feudale della famiglia Del Carretto. Nel 1142 saranno gli stessi marchesi a cedere il territorio al Comune di Savona; quest'ultimo, nel 1261, staccò definitivamente il borgo dal controllo di Quiliano infeudandolo alla nobile famiglia genovese dei Cicala.
Il borgo di Portio, invece, fece parte del Marchesato di Finale - sempre dei Del Carretto - fino al 1598 e ne seguì le sorti anche nella successiva influenza e dominazione spagnola. Nel 1713 passò definitivamente alla Repubblica di Genova.
Con la dominazione francese napoleonica i due territori di Vezzi e Portio rientrarono dal 2 dicembre 1797 nel Dipartimento del Letimbro, con capoluogo Savona, all'interno della Repubblica Ligure. Dal 28 aprile 1798 con i nuovi ordinamenti francesi, fecero parte del V Cantone, capoluogo Feglino, della Giurisdizione delle Arene Candide e dal 1803 centro principale del V Cantone delle Arene Candide nella Giurisdizione di Colombo. Annessi al Primo Impero francese, dal 13 giugno 1805 al 1814 furono inseriti nel Dipartimento di Montenotte.
Nel 1815 Vezzi e Portio furono inglobate nel Regno di Sardegna, così come stabilì il Congresso di Vienna del 1814, e successivamente nel Regno d'Italia dal 1861. Dal 1859 al 1927 i due territori furono compresi nel VI mandamento di Noli del circondario di Savona facente parte della provincia di Genova. Nel 1871 per Regio Decreto i due comuni di Vezzi e di Portio furono soppressi e costituiti nell'unica e attuale unità amministrativa; nel 1927 anche il territorio comunale passò sotto la neo costituita provincia di Savona.
Dal 1973 al 31 dicembre 2008 ha fatto parte della Comunità montana Pollupice e, con le nuove disposizioni della Legge Regionale n° 24 del 4 luglio 2008, ha fatto parte fino al 2011 della Comunità montana Ponente Savonese.

### Simboli
Stemma
Gonfalone

Lo stemma e il gonfalone sono stati concessi con il decreto del presidente della Repubblica del 2 ottobre 1989.

## Monumenti e luoghi d'interesse

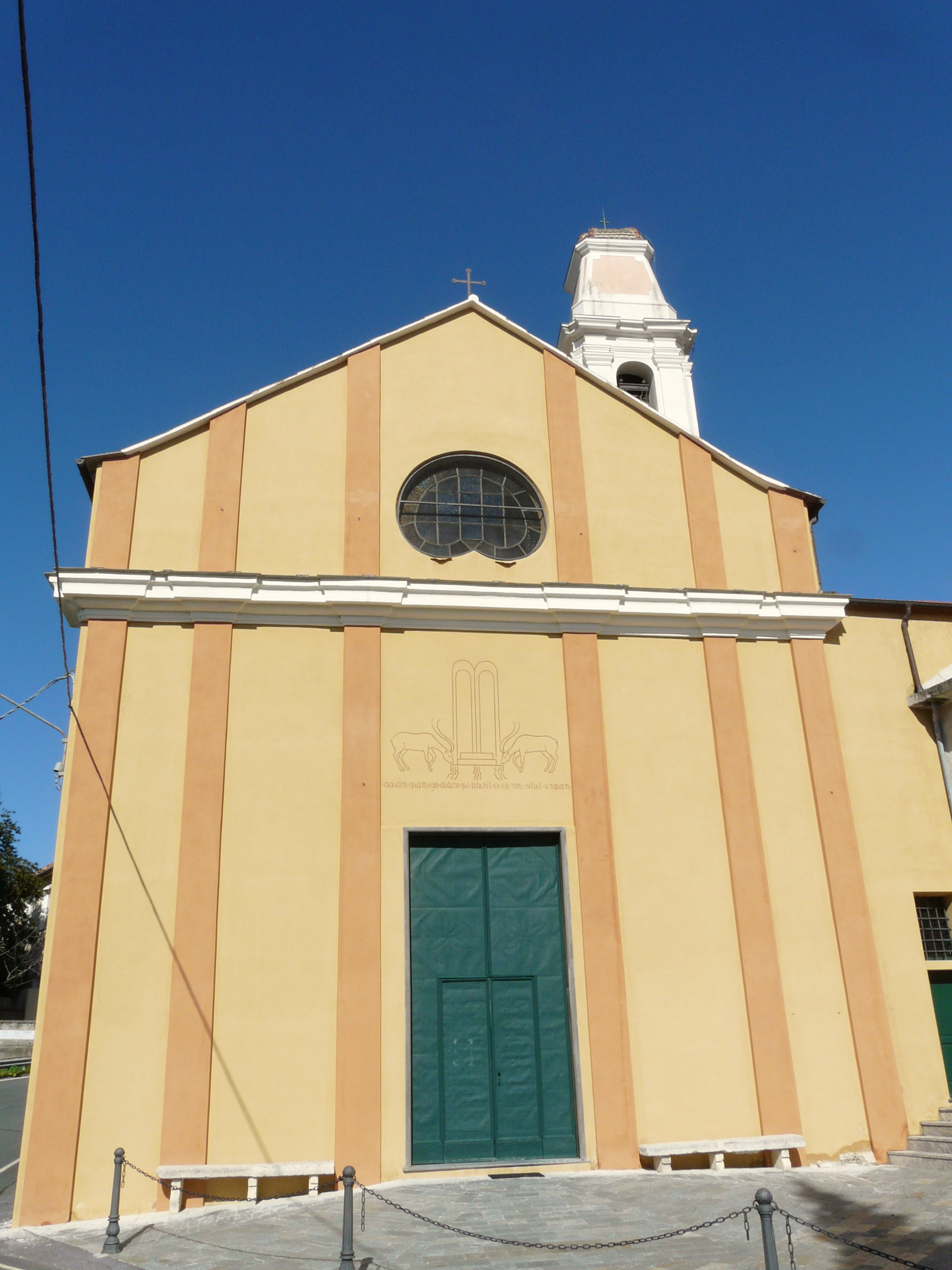
La chiesa parrocchiale del Santo Sepolcro di Portio

### Architetture religiose
- Chiesa del Santissimo Salvatore nella frazione-capoluogo di Magnone.
- Oratorio di San Bernardo nella frazione-capoluogo di Magnone.
- Cappella di Santa Libera nella frazione-capoluogo di Magnone.
- Cappella di San Giacomo nella frazione-capoluogo di Magnone.
- Chiesa parrocchiale del Santo Sepolcro nella frazione di Portio.
- Oratorio di San Bernardo nella frazione di Portio.
- Chiesa parrocchiale di Filippo Neri nella frazione di San Filippo.
- Oratorio di San Carlo nella frazione di San Filippo.
- Cappella di Santa Liberata nella frazione di San Filippo.
- Chiesa di San Giorgio nella frazione di San Giorgio.
- Oratorio di San Bartolomeo nella frazione di San Giorgio.
- Cappella di Sant'Antonio da Padova nella frazione di San Giorgio.
- Cappella di San Calocero nella frazione di San Giorgio.

### Aree naturali
Tra i territori comunali di Vezzi Portio, Bergeggi, Noli, Spotorno, Vado Ligure e Quiliano è presente e preservato un sito di interesse comunitario, proposto dalla rete Natura 2000 della Liguria, per il suo particolare interesse naturale, faunistico e geologico. Il sito è collocato nell'area boschiva tra il monte Mao, Rocca dei Corvi e monte Mortou in cui insistono macchia mediterranea, aree erbose e coltivazioni agricole. Oltre ad alcune faggete, sugherete e lembi di calluneto (Calluna vulgaris), sono segnalate le presenze della campanula di Savona (Campanula sabatia), il convolvolo di Savona (Convolvulus sabatius) e il fiordaliso a pigna (Leuzea conifera), quest'ultimo a rischio di estinzione allo stato spontaneo. Tra le specie animali gli anfibi pelodite (Pelodytes punctatus) - molto raro - e il geotritone (Speleomantes strinatii).

## Società

### Evoluzione demografica
Abitanti censiti

### Etnie e minoranze straniere
Secondo i dati Istat al 31 dicembre 2020, i cittadini stranieri residenti sono 33

## Cultura

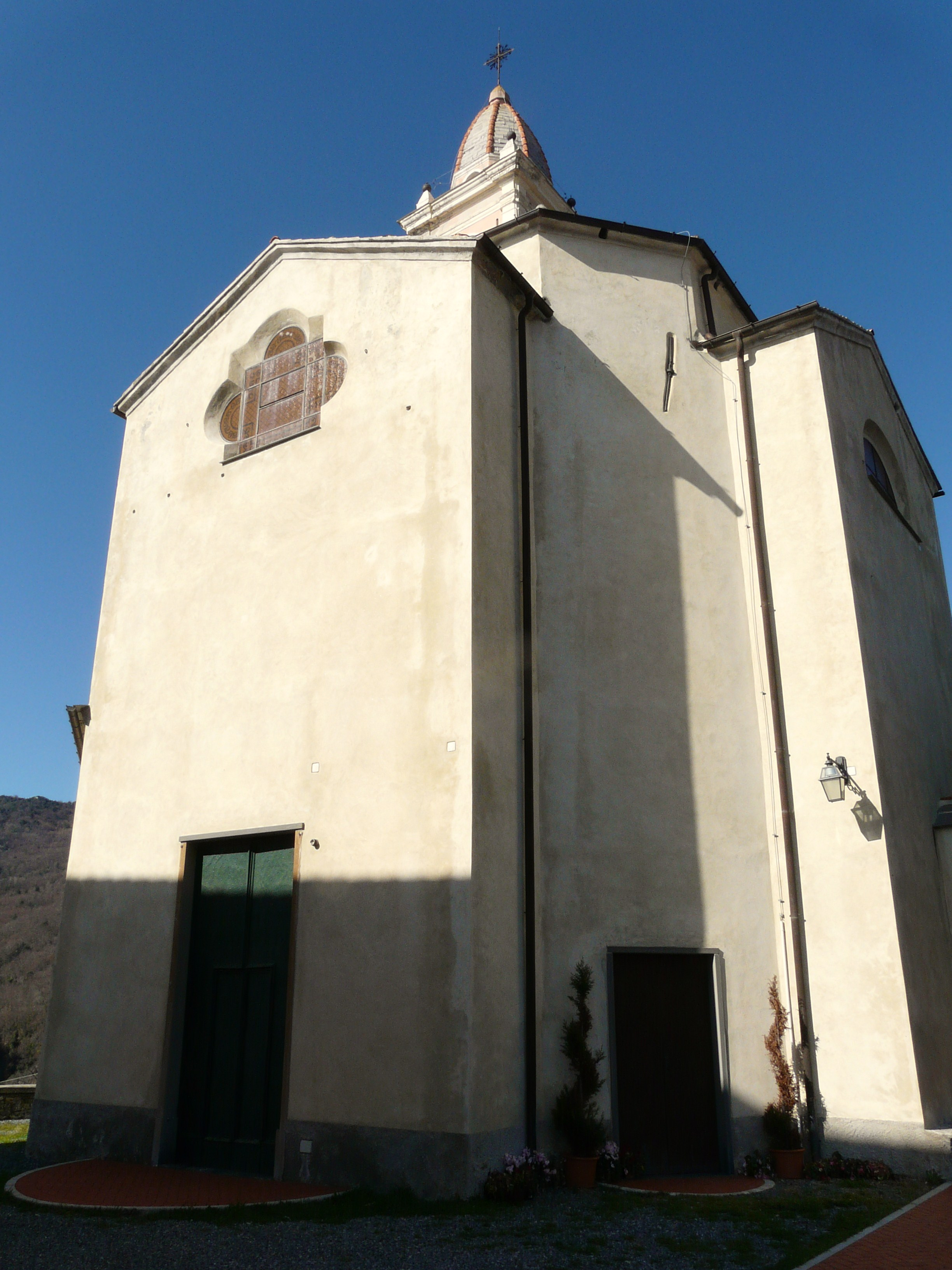
La chiesa di San Giorgio nella frazione omonima

### Istruzione

#### Musei
- Museo dell'apicoltura[12], inaugurato il 26 gennaio 2009, presso l'oratorio della chiesa di San Giorgio. La collezione conserva oltre duemila pezzi legati all'apicoltura.[13]

## Geografia antropica
Il territorio comunale è costituito dalle quattro frazioni di Magnone, Portio, San Filippo, San Giorgio per una superficie territoriale di 8,76 km².
Confina a nord con i comuni di Quiliano e Vado Ligure, a sud con Finale Ligure, a ovest con Orco Feglino, a est con Spotorno e Noli.

## Economia
Basa la sua principale risorsa economica sull'attività agricola, specie nella coltivazione di alberi da frutta e produzione di foraggi e vino. Nel comune viene praticato inoltre l'allevamento del bestiame e lo sfruttamento dei boschi.

## Infrastrutture e trasporti

### Strade
Il territorio di Vezzi Portio è attraversato dalla strada provinciale 8 che gli permette il collegamento stradale con Finale Ligure, a sud, e con Noli e Spotorno a ovest.

## Note

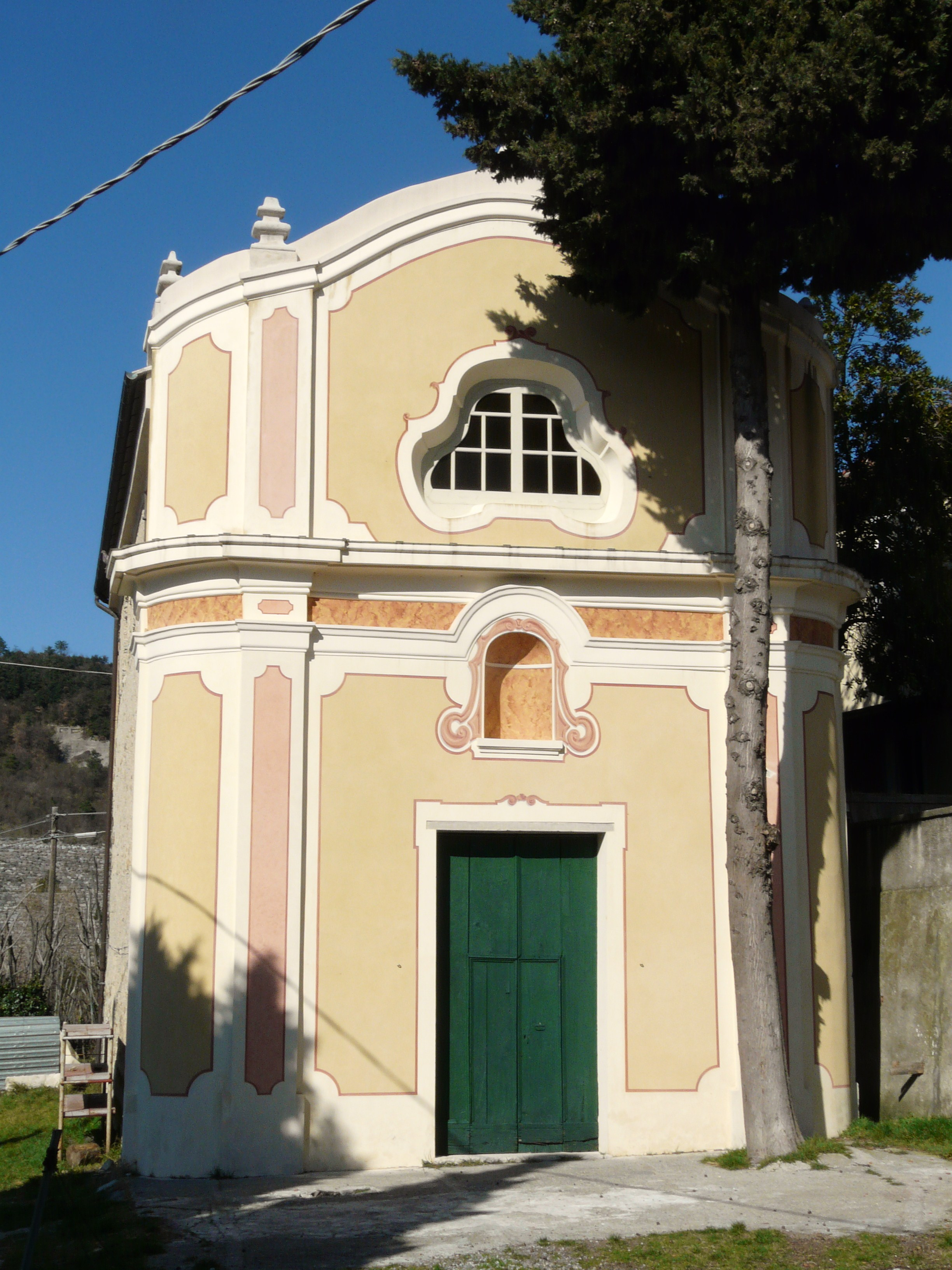
Oratorio di San Bernardo a Portio

## Amministrazione

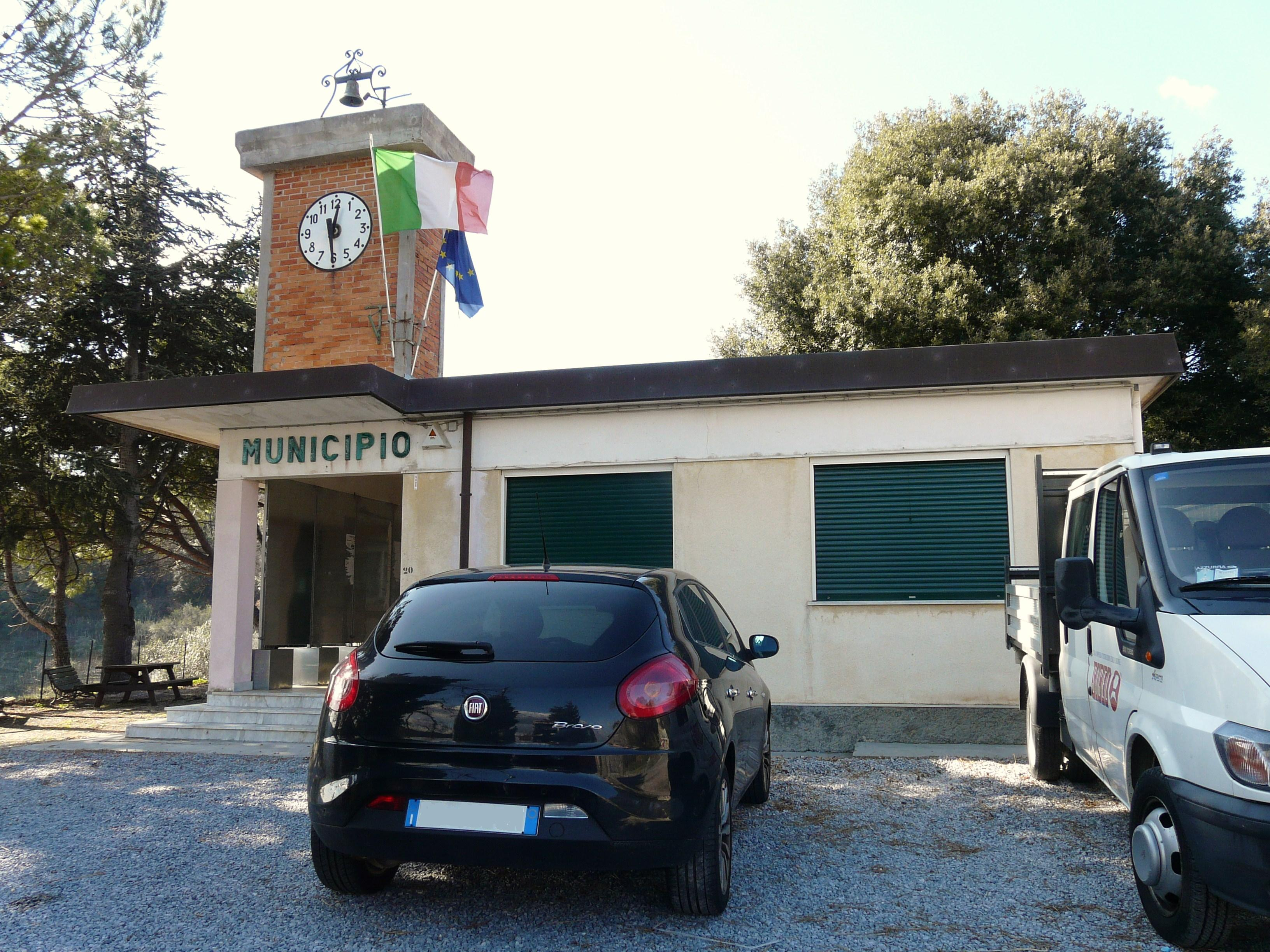
Il municipio

| Periodo        | Periodo        | Primo cittadino    | Partito                               | Carica  | Note |
| -------------- | -------------- | ------------------ | ------------------------------------- | ------- | ---- |
| 24 marzo 1987  | 30 maggio 1990 | Giorgio Pittaluga  | Democrazia Cristiana                  | Sindaco |      |
| 30 maggio 1990 | 24 aprile 1995 | Giorgio Pittaluga  | lista civica                          | Sindaco |      |
| 24 aprile 1995 | 14 giugno 1999 | Giorgio Pittaluga  | lista civica                          | Sindaco |      |
| 14 giugno 1999 | 14 giugno 2004 | Giorgio Pittaluga  | lista civica                          | Sindaco |      |
| 14 giugno 2004 | 8 giugno 2009  | Alessandro Revello | lista civica                          | Sindaco |      |
| 8 giugno 2009  | 26 maggio 2014 | Alessandro Revello | Uniti per Vezzi Portio (lista civica) | Sindaco |      |
| 26 maggio 2014 | 27 maggio 2019 | Germano Barbano    | Vivo Vezzi (lista civica)             | Sindaco |      |
| 27 maggio 2019 | 10 giugno 2024 | Germano Barbano    | Vivo Vezzi (lista civica)             | Sindaco |      |
| 10 giugno 2024 | in carica      | Germano Barbano    | Vivo Vezzi (lista civica)             | Sindaco |      |